# Natri bismuthat
Natri bismuthat, hay là natri bismuth oxit, là hợp chất hoá học có tính hút ẩm nhẹ, gần như không có tính phóng xạ có công thức NaBiO3.
Natri bismuthat là một chất oxi hoá. Nó không tan trong nước lạnh, nhưng bị phân hủy khi gặp nước nóng:
4NaBiO3 + 2H2O → 4NaOH + 2Bi2O3 + 3O2↑
Nó còn bị phân hủy trong axit. Nó là một trong số ít các hợp chất natri không tan trong nước.
Natri bismuthat được dùng trong phương pháp thử mangan.